# ان‌جی‌سی ۴۹۷۶
ان‌جی‌سی ۴۹۷۶ (انگلیسی: NGC 4976) نام یک کهکشان در صورت فلکی قنطورس است.